# 메나이 해협

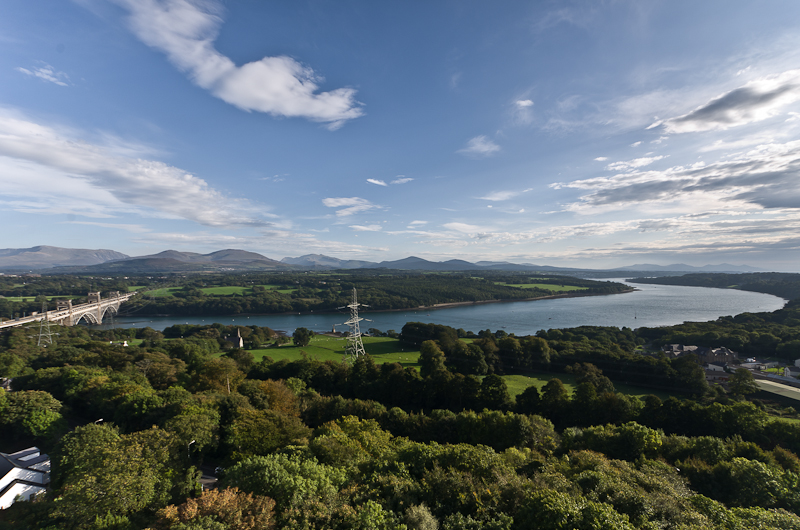
앵글시에서 귀네드를 바라보는 해협. 왼쪽에 브리타니아교가 보인다.

메나이 해협(영어: Menai Strait, 웨일스어: Afon Menai)은 웨일스 본토의 귀네드와 앵글시섬을 나누는 해협이다. 남서쪽의 카나번만과 북동쪽의 콘위만 사이에 위치해 있으며, 둘 다 아일랜드해의 입구다. 해협의 길이는 약 25 km (16 mi)이다. 여기에는 여러 섬이 있으며, 그 중 하나인 교회섬에는 세인트 티실리오 교회가 있다.